# P504i
mova P504i（ムーバ・ピー ごー まる よん アイ）は、松下通信工業（現パナソニック モバイルコミュニケーションズ）製のNTTドコモの第二世代携帯電話(mova)端末である。

## 概要
従来の3倍の通信速度28.8kbpsとなったP503iSと比べて大幅に薄型化。
16.8mmの厚さは、当時としては驚異的な薄さで注目を浴びた。
液晶には、NTTドコモ向けの松下の端末としては初のTFT液晶が採用された。
iアプリの保存件数は、最大200件になり着メロは32和音に対応。
文字変換も予測変換に対応するなど改良された。
イヤホンマイク端子は専用の平型のものになった。
また、ワンプッシュオープンが携帯電話としては初めて搭載された機種でもある（PHSでは2001年、KX-HV200に搭載されている）。

## 歴史
- 2002年1月31日　テレコムエンジニアリングセンター(TELEC)による技術基準適合証明（技術基準適合証明番号WAA3001109～30091258、01XAA3001201～3001350）
- 2002年3月11日　電気通信端末機器審査協会による技術基準適合認定の設計認証（設計認証番号A02-0203JP、J02-0046）
- 2002年3月14日　TELECによる技術基準適合証明の工事設計認証（工事設計認証番号01WAA1017、01XAA1022）
- 2002年6月5日　 発売。
- 2003年1月6日　 TELECによる技術基準適合証明の工事設計認証（工事設計認証番号01WAA1060）
- 2012年3月31日　movaサービス終了により使用はこの日限りとなる。